# Copa del Generalísimo de baloncesto 1956
La Copa del Generalísimo de baloncesto o el Campeonato de España 1956 fue la número 20.º, donde su final se disputó en el Frontón Fiesta Alegre de Madrid el 17 de junio de 1956.

## Fase previa
Dos grupos regionales, formado cada uno por dos subgrupos. Los dos primeros de cada subgrupo, acceden a las semifinales, pero se enfrentan para decidir el cruce con los primeros del otro grupo, mientras que los dos últimos juegan un partido por la permanencia en la División de Honor. Los partidos se disputaron del 31 de mayo al 2 de abril.

### Grupo I (Barcelona)

#### Subgrupo A
| Pos. | Equipo                 | PJ | G | P | PF  | PC  | DP  | Pts | Clasificación                  |  | AIS | FEM   | ALC   |
| ---- | ---------------------- | -- | - | - | --- | --- | --- | --- | ------------------------------ |  | --- | ----- | ----- |
| 1    | CB Aismalíbar Montcada | 2  | 2 | 0 | 156 | 70  | +86 | 4   | Acceso a la Fase final         |  | —   | 81–39 | 75–31 |
| 2    | Femsa                  | 2  | 1 | 1 | 99  | 119 | −20 | 3   |                                |  | –   | —     | 60–38 |
| 3    | Club Alcázar           | 2  | 0 | 2 | 69  | 135 | −66 | 2   | Debe jugar para la permanencia |  | –   | –     | —     |

 Fuente: Linguasport

#### Subgrupo B
| Pos. | Equipo               | PJ | G | P | PF  | PC  | DP  | Pts | Clasificación                  |  | JUV | ESP   | HEL   |
| ---- | -------------------- | -- | - | - | --- | --- | --- | --- | ------------------------------ |  | --- | ----- | ----- |
| 1    | Juventud de Badalona | 2  | 2 | 0 | 146 | 99  | +47 | 4   | Acceso a la Fase final         |  | —   | 59–43 | 87–56 |
| 2    | Español FJ           | 2  | 1 | 1 | 103 | 115 | −12 | 3   |                                |  | –   | —     | 60–56 |
| 3    | CN Helios            | 2  | 0 | 2 | 112 | 147 | −35 | 2   | Debe jugar para la permanencia |  | –   | –     | —     |

 Fuente: Linguasport

### Grupo II (Madrid)

##### Subgrupo A
| Pos. | Equipo         | PJ | G | P | PF  | PC  | DP  | Pts | Clasificación                  |  | EST | BAZ   | COV   |
| ---- | -------------- | -- | - | - | --- | --- | --- | --- | ------------------------------ |  | --- | ----- | ----- |
| 1    | CB Estudiantes | 2  | 2 | 0 | 134 | 95  | +39 | 4   | Acceso a la Fase final         |  | —   | 52–50 | 82–45 |
| 2    | EN Bazán       | 2  | 1 | 1 | 100 | 91  | +9  | 3   |                                |  | –   | —     | 50–39 |
| 3    | GC Covadonga   | 2  | 0 | 2 | 84  | 132 | −48 | 2   | Debe jugar para la permanencia |  | –   | –     | —     |

 Fuente: Linguasport

##### Subgrupo B
| Pos. | Equipo         | PJ | G | P | PF  | PC  | DP  | Pts | Clasificación                  |   | RMA | ESP   | CAG   | AGU   |
| ---- | -------------- | -- | - | - | --- | --- | --- | --- | ------------------------------ | - | --- | ----- | ----- | ----- |
| 1    | Real Madrid CF | 3  | 3 | 0 | 219 | 130 | +89 | 6   | Acceso a la Fase final         |   | —   | 68–42 | 52–37 | 99–51 |
| 2    | RCD Español    | 3  | 2 | 1 | 183 | 163 | +20 | 5   |                                |   | –   | —     | 75–64 | 66–31 |
| 3    | Club Águilas   | 3  | 1 | 2 | 156 | 176 | −20 | 4   |                                | – | –   | —     | 55–49 |       |
| 4    | Águilas FJ     | 3  | 0 | 3 | 131 | 220 | −89 | 3   | Debe jugar para la permanencia |   | –   | –     | –     | —     |

 Fuente: Linguasport

## Partidos de clasificación

### Partidos para la permanencia
Los partidos se disputaron el 3 de junio, en la misma sede del grupo que provienen. Los equipos perdedores descienden de la División de Honor.
| Equipo 1     | Resultado | Equipo 2   |
| ------------ | --------- | ---------- |
| Club Alcázar | 29–72     | CN Helios  |
| GC Covadonga | 43–37     | Águilas FJ |

### Clasificación para las semifinales
Los partidos se disputaron el 3 de junio, en la misma sede del grupo que provienen. 
| Equipo 1               | Resultado | Equipo 2             |
| ---------------------- | --------- | -------------------- |
| CB Aismalíbar Montcada | 53–51     | Juventud de Badalona |
| CB Estudiantes         | 41–55     | Real Madrid CF       |

## Fase final
Todos los partidos se disputaron en el Frontón Fiesta Alegre de Madrid.

|  | Semifinales            | Semifinales            |    |                      | Final          | Final |  |
|  |                        |                        |    |                      |                |       |  |
|  |                        |                        |    |                      |                |       |  |
|  | 16 de junio            |                        |    |                      |                |       |  |
|  | Real Madrid CF         | 73                     |    |                      |                |       |  |
|  | Juventud de Badalona   | 63                     |    |                      |                |       |  |
|  |                        |                        |    |                      |                |       |  |
|  |                        |                        |    |                      | 17 de junio    |       |  |
|  |                        |                        |    |                      | Real Madrid CF | 59    |  |
|  |                        | CB Aismalíbar Montcada | 55 |                      |                |       |  |
|  |                        |                        |    |                      |                |       |  |
|  |                        |                        |    |                      |                |       |  |
|  |                        |                        |    |                      | Tercer lugar   |       |  |
|  | 16 de junio            | 16 de junio            |    | 17 de junio          | 17 de junio    |       |  |
|  | CB Aismalíbar Montcada | 66                     |    | Juventud de Badalona | 50             |       |  |
|  | CB Estudiantes         | 51                     |    |                      | CB Estudiantes | 57    |  |

### Final
En un final de partido plagado de incidentes, Alfonso Martínez logró lo que parecía la canasta de la victoria para el CB Aismalíbar Montcada (53-54) justo antes de que sonara el pitido final del tiempo reglamentario. Sin embargo, los árbitros no escucharon el silbato y permitieron que continuara el juego, y en la jugada siguiente se produjo una falta personal sobre Alcántara. Cuando el delegado madridista, Máximo Arnáiz, se dirigió a la mesa para manipular el pulsador del cronómetro, Eduardo Kucharski se abalanzó sobre él y le propinó un puñetazo. Alcántara falló el primer tiro libre y empató el encuentro con el segundo. Dado que el partido acabó con empate a 54 al final del tiempo reglamentario, hubo de disputarse una prórroga de cinco minutos para decidir el vencedor.
| 17 de junio de 1956 | Real Madrid CF                                 | 59–55 | CB Aismalíbar Montcada           |                                                                               |  |
|                     | Marcador por tiempos: 29–28, 25–26 (T.E.: 5–1) |       |                                  |                                                                               |  |
|                     | Estadísticas Arturo Imedio 16                  | Pts   | Estadísticas Alfonso Martínez 21 | Pabellón: Frontón Fiesta Alegre, Madrid Árbitros: Luciano Sánchez Rivadeneyra |  |

| Campeón de la Copa del Generalísimo 1956 |
| ---------------------------------------- |
| Real Madrid CF 4.º título                |